# Isthmomys
Isthmomys är ett släkte av däggdjur. Isthmomys ingår i familjen hamsterartade gnagare.
Kladogram enligt Catalogue of Life och Wilson & Reeder (2005):
| Isthmomys | \| \| Isthmomys flavidus \| \| \| \| \| \| Isthmomys pirrensis \| \| \| \| |
|           | \| \| Isthmomys flavidus \| \| \| \| \| \| Isthmomys pirrensis \| \| \| \| |
|           | Isthmomys flavidus                                                         |
|           |                                                                            |
|           | Isthmomys pirrensis                                                        |
|           |                                                                            |

## Beskrivning
Dessa gnagare förekommer i Panama och angränsande delar av Colombia. De vistas där i låga och medelhöga bergstrakter som är upp till 1600 meter höga. Regionen är täckt av skog.
Individerna når en kroppslängd (huvud och bål) av 15 till 20 cm och har en ungefär lika lång svans. Pälsens färg på ovansidan är beroende på art ockra eller kanelbrun. Buken har en ljusbrun till gulbrun färg och fötterna är mer eller mindre vitaktiga. Detaljer i genitaliernas konstruktion skiljer släktet från andra hamsterartade gnagare.
Isthmomys bygger bon av bark och andra växtdelar som placeras i träd. En hona som observerades hade två ungar.